# Sabal minor
Sabal minor är en enhjärtbladig växtart som först beskrevs av Nikolaus Joseph von Jacquin, och fick sitt nu gällande namn av Christiaan Hendrik Persoon. Sabal minor ingår i släktet Sabal och familjen Arecaceae. Inga underarter finns listade i Catalogue of Life.

## Bildgalleri

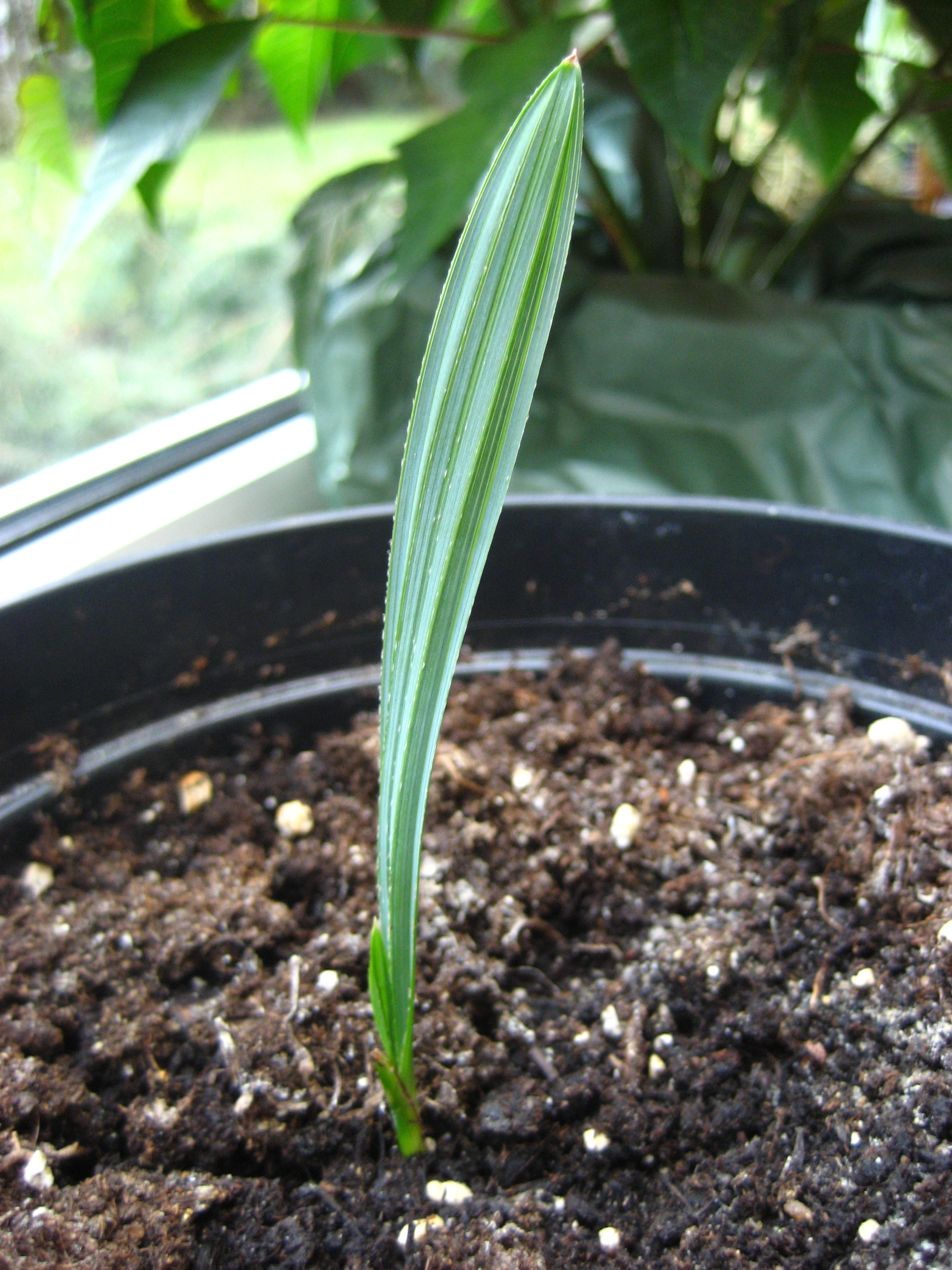
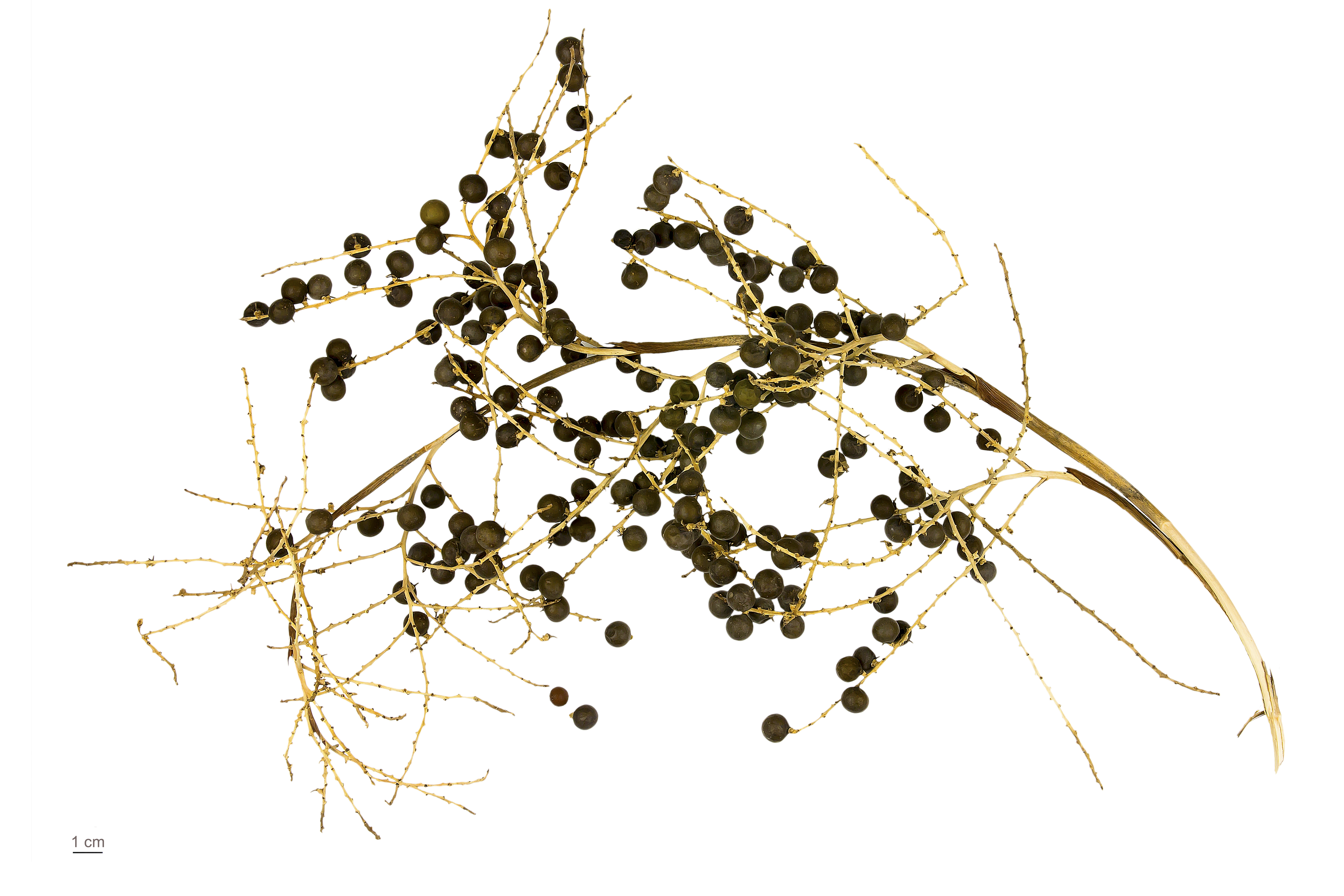
Sabal minor - Museum specimen